# Wide Ruins
Wide Ruins è un census-designated place (CDP) degli Stati Uniti d'America situato nello stato dell'Arizona, nella contea di Apache.